# Štola
Štola (grško στολή [stolē], lat. stola = dolga zgornja halja) je dolgo, široko, šalu podobno ogrinjalo, navadno iz krzna ali tkanine.
Štola je najpomembnejše liturgično oblačilo pri katoliškem bogoslužju, uporabljajo pa jo tudi druge krščanske skupnosti. Narejena je iz največkrat iz vezene tkanine (po navadi svile), na kateri so izvezeni razni vzorci in krščanski simboli. Barva štole se pri bogoslužju spreminja glede na obdobje liturgičnega leta. Podoba sedanje štole je nastala iz starodavne ovratnice ali ogrinjala. Štola je znamenje duhovništva pri opravljanju bogoslužja. Nositi jo smejo diakoni (prva stopnja duhovništva), duhovniki in škofje, (med njimi tudi kardinali in papež). Diakoni nosijo štolo prek levega ramena in prsi. Imajo jo pri sveti maši in pri delitvi zakramentov ter blagoslovov. Pri spovedi ima duhovnik štolo vijolične barve, ki je barva resnosti, spokornosti, odpovedi in duhovnega očiščenja.